# Big Falls (hrabstwo Rusk)
Big Falls – miasto w Stanach Zjednoczonych, w stanie Wisconsin, w hrabstwie Rusk.